# 오윤솔
오윤솔(2003년 4월 19일~)은 대한민국의 치어리더이다.

## 경력
- 2023년~: LG 트윈스 응원단 치어리더
- 2023년~: 인천 신한은행 에스버드 응원단 치어리더
- 2023년~: 대전 삼성화재 블루팡스 응원단 치어리더
- 2023년~: 충남 아산 FC 응원단 치어리더